# Dr Pepper

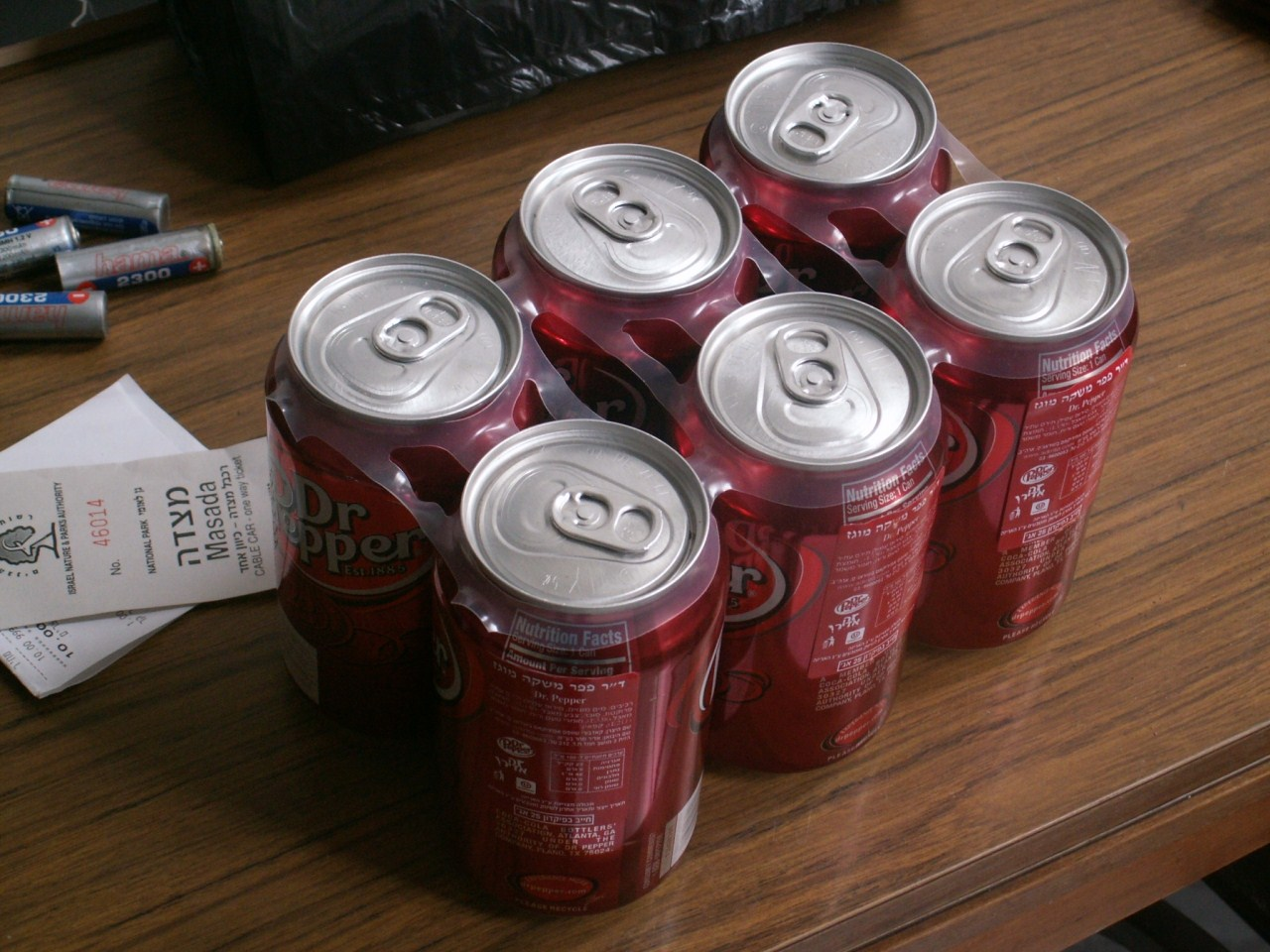
6-os csomag Dr Pepper Izraelből

A Dr Pepper egy, az Amerikai Egyesült Államokban népszerű szénsavas – eredetileg mandulaízű – üdítőital-márka, amelyet a Cadbury-Schweppes cégcsoport forgalmaz. Története 1885-re nyúlik vissza, amikor először hozták kereskedelmi forgalomba, majd 1904-ben a Saint Louis-i világkiállításon is bemutatták. A Dr Pepper Múzeum több tucat elméletet gyűjtött be arról, hogyan lett az üdítő neve Dr Pepper, valójában azonban nem tudjuk, honnan kapta a nevét[forrás?]. Az üdítő nem kólaféleség, hanem többféle gyümölcs ízéből összeállított ital. Mivel nem rendelkezik külön palackozói hálózattal, általában szerződéssel palackozzák a Coca-Cola vagy a Pepsi üzemeiben. 2009 óta már Magyarországon is több helyen kapható. 2010-ben a Dr Pepper üdítőitalok kupakján lévő kódokkal lehetett letölteni a Spore videójáték 1.06-os, robotalkatrészes patch-jét.

## Ízek[2]
A Dr Pepper márka a világ számos részén sokfajta ízben kapható. Magyarországon hivatalos forgalmazásban a Pepsi-családot is gyártó Fővárosi Ásványvíz és Üdítőipari Zrt. által forgalmazott termékként csak a klasszikus íz kapható 1,5-, 0,5 literes PET-palackos, és 0,33 literes alumínium dobozos kiszerelésben. Ugyanakkor itthon is megtalálhatóak nagyrészt brit- és amerikai importból főként dobozos kiszerelésben. (Megjegyzés: Az USA-beli dobozok nem 330 ml-esek, hanem kb. 355. Ennek oka, hogy ott folyékony unciában mérik az italokat, amiből 12 fl oz kerül egy ilyen aludobozba, ezért van, hogy a tengerentúli dobozok kicsivel nagyobbak európai társaiknál.)
- Klasszikus Dr Pepper
- Diet Dr Pepper (vagy Coca-Cola-forgalmazású országokban Dr Pepper Zero) - cukormentes.
- Dr Pepper Cherry - cseresznyés
- Dr Pepper TEN
- Diet Dr Pepper Cherry
- Koffeinmentes Caffeine-free Dr Pepper
- Caffeine Free Diet Dr Pepper
- Dr Pepper Cherry Vanilla
- Diet Dr Pepper Cherry Vanilla
- Dr Pepper Made with Cane Sugar (máskor Heritage Dr Pepper, a Dublin-jogvitakor gyártották[3]) - valódi cukorral

## Történet
Charles Alderton, egy fiatal gyógyszerész az Egyesült Államokban, Wade Morrison drogériájában dolgozott, ahol szénsavas üdítőitalokat is felszolgáltak. Megfigyelte, hogy az ügyfelek hamar beleuntak a gyümölcslevek ízébe, ezért többféle új itallal kísérletezett. Az egyik legnépszerűbb, Waco becenévre hallgató ital hamar népszerűvé vált a vásárlók között. 
A Dr Pepper-t széles körben kezdték fogyasztani Wacóban, így a feltalálók több ellátási nehézségbe ütköztek. 

Robert S. Lazenby fiatal italkémikus és az ugyancsak wacói The Circle "A" Ginger Ale Company tulajdonosa szintén megízlelte az új italt, és nagyon tetszett neki. Morrison javasolta Lazenbynek a szirup előállítását annak palackozóüzemében, és Lazenby egyetértett. Alderton, a készítő elsősorban a gyógyszerészetben volt érdekelt, ezért az ital továbbfejlesztését Morrisonra és Lazenbyre hagyta.

1904-ben Lazenby és veje, JB O'Hara mutatta be a Dr Peppert a közel 20 millió embert fogadó World's Fair Exposition világkiállításon, St. Louisban. Ezen a rendezvényen debütált többek között a hamburger, a hot dog és a fagylalttölcsér is[forrás?]. 

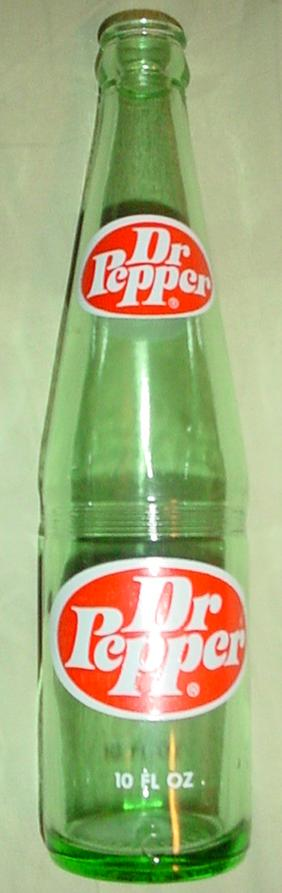
Dr Pepper üveg az 1970-es évekből

 A következő években Morrisont és Lazenbyt lenyűgözte a Dr Pepper eredményeinek növekedése. Alapítottak egy új céget, az Artesian Mfg. & Bottling Companyt, amely később Dr Pepper Company lett. Lazenby és O'Hara 1922-ben  Dallasba költöztette a céget, ahol az 1923-ban kezdte meg működését.
1963-ban bevezették a diétás Dr Peppert, amelynek a neve "Dietetic Dr Pepper" lett. A rossz névválasztás[forrás?] gyenge kezdeti értékesítést hozott, ezért három évvel később "Diet Dr Pepper"-re nevezték át. 1991-ben újratervezték a Diet Dr Peppert, amely magas eladási arányt mutatott. 2002-re az amerikaiak egyre inkább egészségtudatosak lettek, így a Diet Dr Pepper az Egyesült Államokban bekerült a top 10 üdítők közé, amely helyét a mai napig tartja.[forrás?]
1996-ban a Dr Pepper elindított egy új szabadalmat a tesztüzleteiben, a 20 unciás (500 ml-es) PET (műanyag) flakont Dr Pepper "Angle Bottle" néven. 1997-ben sok palackozó váltott az új kivitelre. 2002-től 2008-ig a Dr Pepper számos új ízt fejlesztett ki, pl. a Cherry Vanilla Dr Peppert, a Dr Pepper Berries & Creamet és a Diet Cherry Chocolate Dr Peppert. 2008-ban a Dr Pepper elkészítette a Dr Pepper Cherry normál és diétás változatát.[forrás?]
A Dr Pepper 2010-ben ünnepelte fennállásának 125. évfordulóját, mint Amerika legrégebbi üdítőitala[forrás?].
2009 óta Magyarországon is kapható az eredetin túl cseresznyés és vaníliás ízekben is.[forrás?]
A Dr Pepper 2023-ban az eladott mennyiséget tekintve a Coca-Cola mögött a második legnépszerűbb szénsavas üdítőital lett az Egyesült Államokban. Ezzel megelőzte az évtizedes nagy versenytárs – így a harmadik helyre szorult – Pepsit.